# Révoltes des colonies espagnoles contre l'invasion napoléonienne de l'Espagne

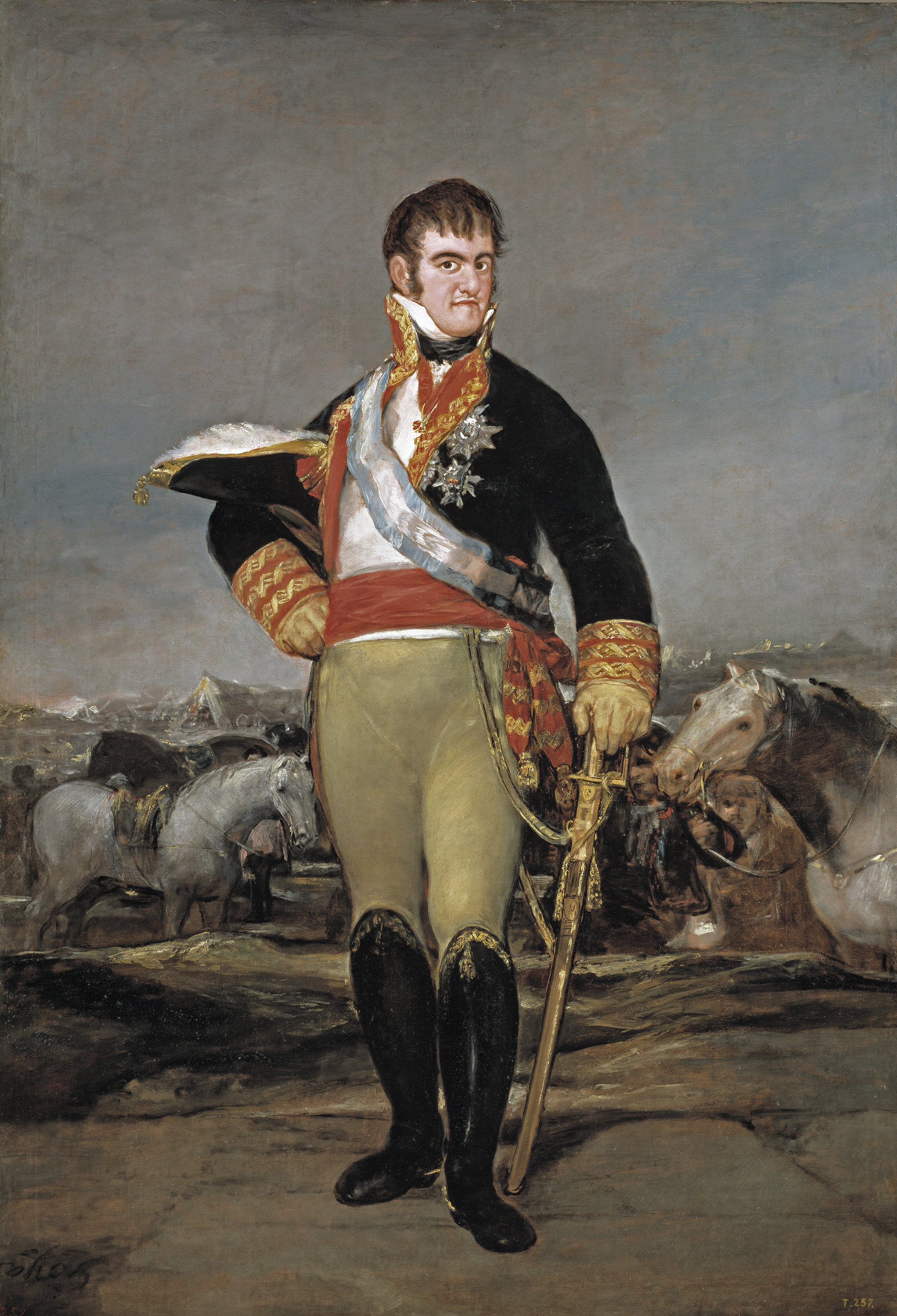
Ferdinand VII

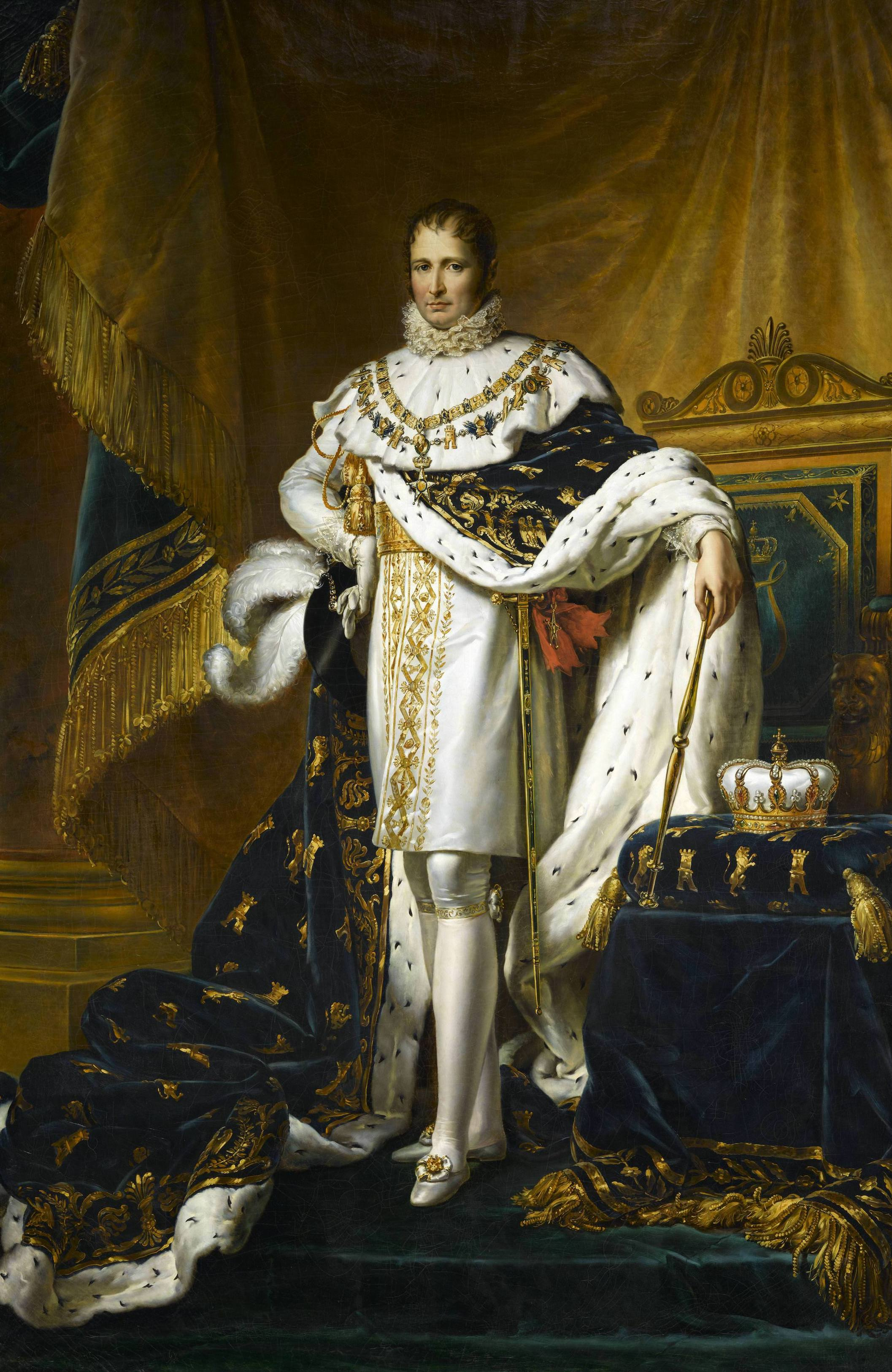
Joseph Bonaparte

En mars 1808, Napoléon 1er a continué à agrandir son empire avec ses guerres napoléoniennes en envahissant l’Espagne. Depuis quelques mois, le roi d’Espagne, Charles IV, et son fils, le prince Ferdinand VII, ont dénoncé leurs titres et pouvoir royaux en signant un décret du 8 et 10 mai, respectivement. Dans sa place, au 6 juin 1808, dans une réunion à Bayonne, Napoléon a donné ce royaume espagnol à son frère, Joseph Bonaparte, autrement nommé “el res intrusso”. Ce changement de pouvoir espagnol a eu beaucoup de répercussions dans les dépendances territoriales du nouveau monde et a énormément aidé avec les révoltes d’indépendance qui se trouvaient entre 1808 et 1811 et apportaient la souveraineté à l’Amérique latine.
Les liens entre les colonies espagnoles étaient consacrés au roi et non à l’état. Donc, quand le roi espagnol n’a plus eu son royaume, ce lien a été cassé dans l’esprit des colonisés. C’est exactement pour ça que cette transition de Ferdinand à Joseph Bonaparte a eu tant de problèmes. Cela peut être étonnant parce que le nouveau roi a donné aux citoyens des colonies plus de droits que le roi ancien, comme les ports ouverts, dans la constitution espagnole.

## Les révoltes

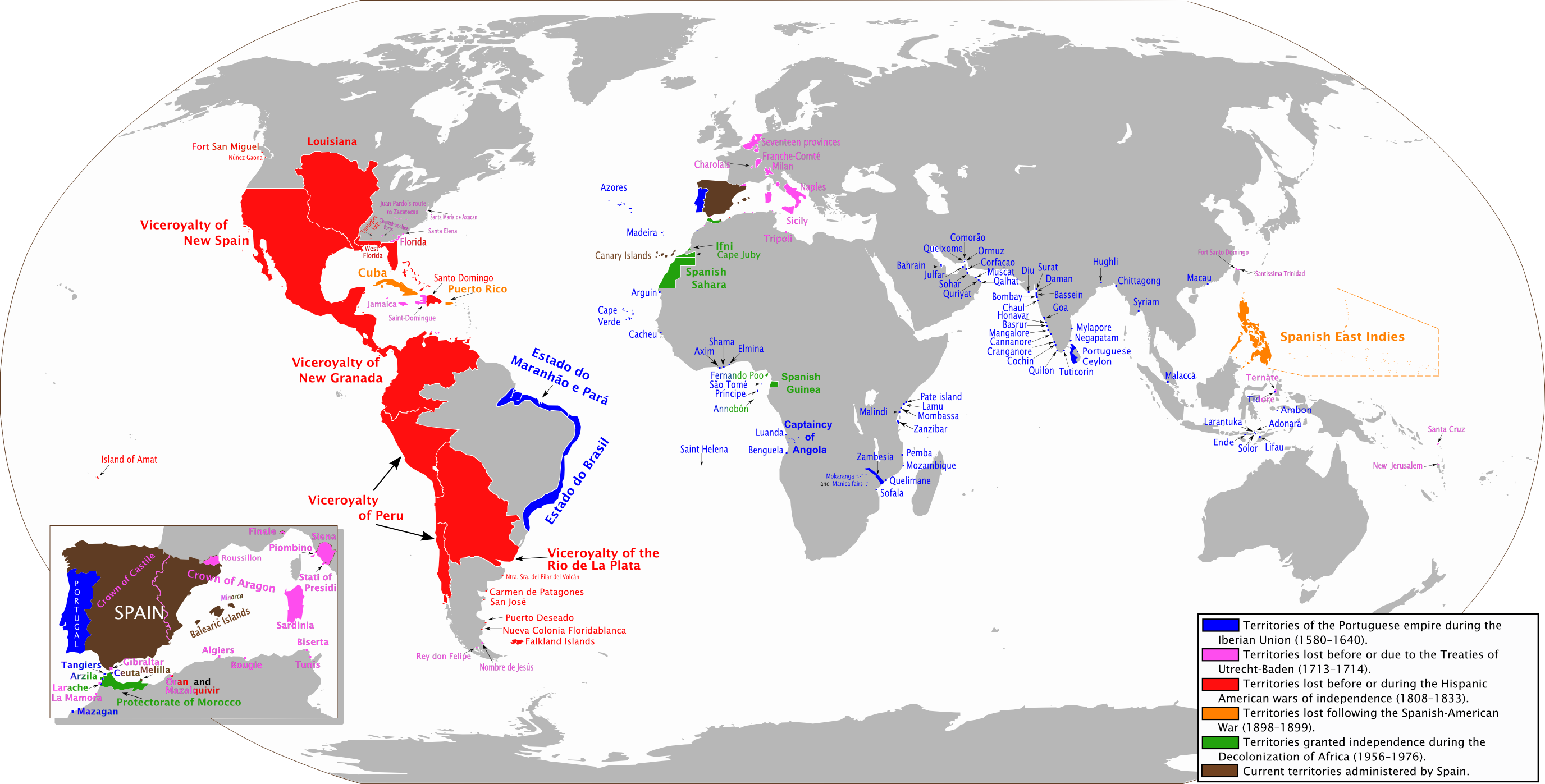
Les Colonies Espagnoles

En réponse, les colonies d’Amérique créèrent des juntas, organisations qui appuyaient financièrement et moralement les colonies espagnoles contre les français dans la guerre d'indépendance espagnole. Contrairement à ce que l'on pourrait penser, ce mouvement venait plutôt du peuple, que des élites européennes aux colonies. Les dirigeants européens locaux suivaient le gouvernement espagnol alors même que le roi avait été changé par la force. Ils croyaient aux mots de la Régence, créée en 1810, du nouveau gouvernement espagnol « No basta que seais Espagnoles, sino sois de Espana; y lo sois, en qualesquiera casos de la fortuna »
En revanche le peuple fit preuve de loyauté envers les rois de Mexico, de Caracas, de Bogotá, et de Buenos Aires en soutenant Ferdinand VII. On voit des exemples de séparatisme quand la junta de Mexico ne suivit pas les ordres de la Régence et qu'une junta de Buenos Aires brûla les documents et correspondances du nouveau régime. Ces mouvements contre l’État français gagnèrent en puissance pour aboutir aux guerres d’indépendance en Amérique du Sud, comme en 1811 à Caracas. 
Ces guerres d'indépendances provoquent un débat quant à savoir si les mouvements initiaux étaient réellement des actes de loyauté envers Ferdinand VII ou bien si, dès le départ, les juntas avaient comme objectif une pleine indépendance

## L'ordre du Conseil de 1807
Cet événement se trouvait au même temps de la guerre économique du commerce international entre l’Europe continental, conquit par Napoléon, et l’Île de Bretagne. L’ordre du conseil britannique de novembre 1807 a fait un embargo aux ports napoléoniens et a gêné l’industrie français. En lieu des révoltes des colonies espagnoles, la Grande-Bretagne a profité de ses ports ouverts. Cela a gravement amélioré la position en tête de la Grande-Bretagne dans cette guerre et a fondé le moment uni-polaire connu des Britanniques au XXe siècle.